# LEGO スーパー・ヒーローズ:ジャスティス・リーグ〈地球を救え!〉
『LEGO スーパー・ヒーローズ:ジャスティス・リーグ〈地球を救え!〉』（原題：Lego DC Comics Super Heroes: Justice League – Cosmic Clash）は、2016年のアメリカ合衆国のコンピュータアニメーションによるスーパーヒーロー映画・冒険映画(オリジナルビデオ)である。レゴブロックと、DCコミックスによるアメリカン・コミック『ジャスティス・リーグ』を基にしている。

## キャスト
| 役名                                  | 原語版                           | 日本語吹き替え |
| ------------------------------------- | -------------------------------- | -------------- |
| ブルース・ウェイン / バットマン       | トロイ・ベーカー                 | 山寺宏一       |
| クラーク・ケント/スーパーマン         | ノーラン・ノース                 | 花田光         |
| ダイアナ・プリンス / ワンダーウーマン | グレイ・グリフィス               | 安達まり       |
| ハル・ジョーダン/グリーンランタン     | ジョシュ・キートン               | 相馬幸人       |
| ヴィクター・ストーン / サイボーグ     | カリー・ペイトン                 | 丸山壮史       |
| バリー・アレン / フラッシュ           | ジェームズ・アーノルド・テイラー | 佐藤拓也       |
| ブレイニアック                        | フィル・ラマール                 | 間宮康弘       |
| スーパーガール                        | ジェシカ・ディ・シコ             | たかはし智秋   |
| ロック・クリン/コスミック・ボイ       | ユーリ・ローエンタール           |                |
| キャプテーン・フィアー                | ジェイソン・スピサック           |                |